# Marlies Heimann
Marlies Heimann (* 8. April 1957) ist eine deutsche Juristin, ehemalige Richterin und Gerichtspräsidentin. Sie wurde 2017 zur Präsidentin des Landesarbeitsgerichts Schleswig-Holstein berufen.

## Ausbildung
Nach dem Abitur studierte Marlies Heimann von 1976 bis 1980 Rechtswissenschaften an der Freien Universität Berlin. Sie beendete das Studium 1981 mit der Ersten Juristischen Staatsprüfung und arbeitete danach in den Rechtsbereichen der Arbeitsämter Berlin (West) und Neumünster aus. Nach dem Rechtsreferendariat von 1983 bis 1986 absolvierte sie die Zweite Juristische Staatsprüfung.

## Karriere

### Arbeitsgericht Neumünster
Im Februar 1991 stieg Heimann in die Arbeitsgerichtsbarkeit des Landes Schleswig-Holstein zunächst als Kammervorsitzende des Arbeitsgerichtes Neumünster ein. 1993 wurde sie am Amtsgericht Neumünster zur Richterin ernannt.

### Landesarbeitsgericht Schleswig-Holstein
2003 wurde sie an das Landesarbeitsgericht Schleswig-Holstein in Kiel berufen.
Im September 2009 übernahm Marlies Heimann das Amt der Vizepräsidentin am Landesarbeitsgericht Schleswig-Holstein.
Am 30. November 2016 wurde Marlies Heimann dem Landtag Schleswig-Holstein zur Wahl vorgeschlagen und mit Zustimmung aller Parteien gewählt. Am 1. März 2017 wurde Marlies Heimann von Justizministerin Anke Spoorendonk (SSW) als Präsidentin des Landesarbeitsgerichts Schleswig-Holstein ins Amt eingeführt. Ihre Vorgängerin war Birgit Willikonsky, die zeitgleich in den Ruhestand verabschiedet wurde.

## Ämter und Mitgliedschaften
- Mitglied des Vorstandes und Schatzmeisterin in der Schleswig-Holsteinischen Juristischen Gesellschaft (SHJG)[5]
- Deutscher Juristinnenbund e. V.[6]
- Mitglied des Verbandsausschusses des Deutschen Arbeitsgerichtsverbandes e. V. (DArbGV)[7]

## Engagement
Der Deutsche Juristinnenbund e. V. wandte sich 23. Juni 2020 in einem offenen Brief an den Richterwahlausschuss mit der Forderung, dass bei den Gerichtswahlen am 2. Juli 2020 qualifizierte Frauen in angemessener Weise berücksichtigt werden sollen. Marlies Heimann gehört zu den Erstunterzeichnerinnen. 